# Carallia hulstijnii
Carallia hulstijnii là một loài thực vật có hoa trong họ Rhizophoraceae. Loài này được Valeton mô tả khoa học đầu tiên năm 1920.